# Armée de Virginie du Nord

Drapeau de l'armée de Virginie du Nord sous le commandement de Robert Lee.

Ne doit pas être confondu avec Armée de Virginie.
L'armée de Virginie du Nord (en anglais, army of Northern Virginia : « armée de Virginie septentrionale ») fut la force principale des États confédérés d'Amérique sur le théâtre oriental de la guerre de Sécession. Le général Robert E. Lee en était le commandant.
Initialement nommée armée du Potomac en raison de sa zone d'opération, cette force fut combinée avec l'armée de la Shenandoah, l'armée du Nord Ouest, et l'armée de la Péninsule, prenant la dénomination d'armée de Virginie du Nord en mars 1862,. Cette armée était composée de soldats des États de Virginie, Caroline du Sud, Caroline du Nord, Maryland, certains régiments venaient d'Alabama, d'Arkansas, un peu du Tennessee, Mississippi, bien que ces derniers États dépendissent de l'armée du Tennessee. L'État de Virginie fut divisé en deux en 1863, la partie envahie par l'Union était accidentée et possédait peu de population ; une partie de celle-ci combattit pour le sud puisque se considérant virginiens, ils furent incorporés dans les régiments de l'État de Virginie.
L'État du Maryland, lui aussi esclavagiste mais choisissant de rester dans l’Union, fournit d'abord en soldats les régiments composés de Virginiens tels que le 23rd Virginia Infantry, avant de composer 3 bataillons d'infanterie, 3 d'artillerie et 3 de cavalerie, et numéroté de 1 à 3.[réf. nécessaire]
L'armée de la Virginie du Nord occupait une position stratégique face aux États du nord. Elle avait face à elle l'armée du Potomac.
Ces deux armées s'affrontèrent le 21 juillet 1861 à la bataille de Manassas (appelée Bull Run au nord), du 1er au 3 juillet 1863 à la bataille de Gettysburg (victoire de l'Union) puis du 31 mai au 12 juin 1864 à la bataille de Cold Harbor (victoire sudiste).
Le 9 avril 1865, l'armée de Virginie du Nord s'est rendue à l'armée du Potomac à Appomattox, mettant fin à la guerre civile sur le théâtre oriental et symboliquement sur les autres théâtres.